# Ordres juridiques autochtones au Canada
Ne doit pas être confondu avec Droit des autochtones (Canada).
 (novembre 2023).
La mise en forme du texte ne suit pas les recommandations de Wikipédia : il faut le « wikifier ».
Les points d'amélioration suivants sont les cas les plus fréquents. Le détail des points à revoir est peut-être précisé sur la page de discussion.
- Les titres sont pré-formatés par le logiciel. Ils ne sont ni en capitales, ni en gras.
- Le texte ne doit pas être écrit en capitales (les noms de famille non plus), ni en gras, ni en italique, ni en « petit »…
- Le gras n'est utilisé que pour surligner le titre de l'article dans l'introduction, une seule fois.
- L'italique est rarement utilisé : mots en langue étrangère, titres d'œuvres, noms de bateaux, etc.
- Les citations ne sont pas en italique mais en corps de texte normal. Elles sont entourées par des guillemets français : « et ».
- Les listes à puces sont à éviter, des paragraphes rédigés étant largement préférés. Les tableaux sont à réserver à la présentation de données structurées (résultats, etc.).
- Les appels de note de bas de page (petits chiffres en exposant, introduits par l'outil «  Source ») sont à placer entre la fin de phrase et le point final[comme ça].
- Les liens internes (vers d'autres articles de Wikipédia) sont à choisir avec parcimonie. Créez des liens vers des articles approfondissant le sujet. Les termes génériques sans rapport avec le sujet sont à éviter, ainsi que les répétitions de liens vers un même terme.
- Les liens externes sont à placer uniquement dans une section « Liens externes », à la fin de l'article. Ces liens sont à choisir avec parcimonie suivant les règles définies. Si un lien sert de source à l'article, son insertion dans le texte est à faire par les notes de bas de page.
- La présentation des références doit suivre les conventions bibliographiques. Il est recommandé d'utiliser les modèles {{Ouvrage}}, {{Chapitre}}, {{Article}}, {{Lien web}} et/ou {{Bibliographie}}. Le mode d'édition visuel peut mettre en forme automatiquement les références.
- Insérer une infobox (cadre d'informations à droite) n'est pas obligatoire pour parachever la mise en page.

Pour une aide détaillée, merci de consulter Aide:Wikification.
Si vous pensez que ces points ont été résolus, vous pouvez retirer ce bandeau et améliorer la mise en forme d'un autre article.
Les ordres juridiques autochtones au Canada sont les systèmes de droit et les traditions et pratiques juridiques des peuples et groupes autochtones. Ces ordres juridiques autochtones (en anglais : indigenous law) sont différents du droit de l’État canadien concernant les autochtones (en anglais : aboriginal law).
Le Canada compte plus de 900 groupes autochtones différents, chacun cultivant des traditions juridiques autochtones différentes. Les Cris, les Pieds-Noirs, les Mi'cmac et de nombreuses autres Premières Nations, les Inuits et les Métis appliquent leurs propres traditions juridiques dans tous les domaines, par exemple en créant des contrats, en travaillant avec des entités gouvernementales et corporatives, dans la gestion écologique, dans les procédures pénales et dans le droit de la famille. La plupart maintiennent leurs lois grâce à une gouvernance traditionnelle distincte des élus et des lois fédérales. Les précédents juridiques sont connus à travers des récits, et découlent des actions et des réflexions passées ainsi que de l'interprétation continue des anciens et des gardiens du droit - c'est en ce même processus que consistent presque toutes les traditions juridiques, y compris la common law et le droit civiliste.
Même si les nombreuses traditions juridiques autochtones au Canada semblent similaires dans la mesure où aucune n’a été codifiée, chacune d’entre elles fait jouer des lois et des règles très différentes. De nombreuses lois découlent de récits qui, à leur tour, peuvent provenir d'écrits ou de marques telles que des monuments naturels, des pétroglyphes, des pictogrammes, des wiigwaasabakoon et bien plus encore. La gouvernance de l'Inuit Nunangat diffère assez nettement de celle du Denendeh voisin, qui compte de nombreuses nations, tout comme les diverses lois dénées du Denendeh différent franchement des lois régissant le Lingít aaní,, le Lax̱yip gitx̱san ou le Yin'tah wet'suwet'en ; tout comme diffèrent les systèmes de gouvernance des Haudenosaunee, de ceux du Eeyou-Istchee ou de la Mi'kma'ki. Une chose que la plupart des traditions juridiques et politiques autochtones ont en commun est leur utilisation de clans, par exemple les doodeman anishinaabek, dont la plupart sont matrilinéaires comme les wilp gitx̱san.

## Terminologie

### Distinction avec le droit canadien des autochtones
Les systèmes de droit autochtones (en anglais : indigenous law) font référence aux différents ordres juridiques des groupes autochtones au Canada, qui sont distincts du droit des colons :

« [Il] coexiste avec l’ordre juridique étatique un ensemble d’ordres juridiques qui, sans être formellement reconnus par l’État, n’en sont pas moins légitimes aux yeux de ceux qui y adhèrent. […] En somme, la pluralité des ordres juridiques au sein desquels évoluent les autochtones du Canada atteste le fait que l’État ne monopolise pas tout l’espace juridique. »

Cela comprend les lois et les processus juridiques élaborés par eux pour régir leurs relations, gérer leurs ressources naturelles et gérer les conflits. Les sources du droit et les institutions diffèrent selon les diverses traditions juridiques respectives.
Le droit canadien des autochtones (en anglais : aboriginal law), en revanche, est le domaine du droit de l’État canadien lié à sa relation avec les Premières Nations, les Métis et les Inuits. Le paragraphe 91(24) de la Loi constitutionnelle de 1867 confère au Parlement fédéral le pouvoir exclusif de légiférer sur les questions liées aux Autochtones, ce qui comprend les groupes régis par la Loi sur les Indiens et différents traités numérotés ainsi que d'autres non pris en compte par ces textes. Aboriginal people, en tant que nom collectif, est un terme technique spécifique utilisé dans les documents juridiques, notamment la Loi constitutionnelle de 1982,.

## Sources
John Borrows argumente que contrairement à une idée répandue, les traditions juridiques autochtones au Canada ne se fondent pas uniquement sur la coutume. Il propose de distinguer cinq types de sources du droit:
- le sacré,
- l'environnement naturel,
- la coutume,
- la délibération,
- et les lois positives, c'est-à-dire énoncées par une autorité, par exemple un gouvernement autochtone.

## Traditions
Les lois anichinabé proviennent d’un vaste corpus narratif, composé d'histoires structurées à partir desquelles les lois ou les façons d’être (respectivement en tant que communauté et en tant qu’individu) sont interprétées. Ces histoires comprennent des récits sur Nanabozho et un large éventail d'autres êtres et peuples, ainsi que des implications morales et des applications pratiques qui sont tirées de ces personnages. Le droit anichinabé a historiquement interagi avec les systèmes juridiques d'autres nations par exemple avec le traité Gdoo-naaganinaa (un plat, une cuillère) conclu avec les Haudenosaunee. Les Atikameksheng Anishinawbek traduisent « droit » par Naaknigewin.

### Attikameks
Issue de son pays natal, le Nitaskinan, la Nation Atikamekw entretient un lien fort avec sa langue  et avec son système juridique traditionnel, appelé soit irakonikewin, soit orakonikewin. De nombreuses différences existent entre la common law anglaise, le code civil français et l'irakonikewin atikamekw, notamment concernant l'adoption, ou opikihawasowin. Depuis 2016, les gouvernements du Québec et la Nation Atikamekw sont en ccours de résolution des différences juridiques en ce qui concerne les procédures d'adoption, ce qui s'inscrit dans un effort à plus grande échelle visant à harmoniser les lois et à réconcilier l'État canadien avec les nations autochtones.

### Pieds-Noirs
Le terme Pieds-Noir Akak′stiman peut être traduit par « législation ».

### Déné
Le droit déné décrit les nombreuses traditions juridiques de par les pays natifs des Dénés, collectivement appelés Denendeh, dont les territoires comprennent des nations comme les Gwich'in, les Häns, les Kaska, les Tutchone, les Sahtus, les Dane-zaa, les Dene Thá, les Tłı̨chǫ et les Dënësųłı̨né, entre autres. Dans toutes les nations déné, il est entendu que les lois déné ont été adoptées par le ou les héros culturels : Yamoria et Yamozha, souvent appelés le(s) grand(s) législateur(s),.
Les principes juridiques déné reposent généralement sur les trois fondements de l’égalité, du partage et de la réciprocité, ainsi que sur l’interdépendance à l’égard des forces vitales humaines et non humaines. Juridiquement et philosophiquement, les Dénés ne font pas de distinction entre les êtres humains et non humains comme les corbeaux, les caribous, les arbres, les lacs et les montagnes. Les histoires interprétées montrent souvent des Dénés et des animaux non humains travaillant ensemble pour trouver des solutions mutuellement avantageuses. En effet, il existe une relation de quasi-traité entre les humains et de nombreux autres êtres, créant des obligations pour les animaux non humains et les autres êtres de partager leurs dons avec les humains, tout comme les humains sont tenus de faire preuve de respect envers eux en pratiquant l'intendance de conservation et la gratitude. Par exemple, la loi déné stipule que les humains voyageant dans le pays doivent payer pour leur passage sous forme de dons aux cours d'eau, aux rochers et à d'autres êtres tels que les ancêtres. De plus, les conceptions des soins diffèrent entre les systèmes juridiques et sociaux dénés et anglais, en particulier lorsque les enfants grandissent dans des situations sociales et environnementales différentes, par exemple grâce à l'apprentissage et à l'écoute consciencieuse des conteurs.
Les différences entre le droit anglais et le droit déné ont créé d’importantes frictions entre les nations déné et l’État canadien. Un exemple est la rupture de la transmission intergénérationnelle du droit en raison des pensionnats qui ont séparé les enfants de leur cadre social (et juridique). Une autre différence réside dans les conceptions de la conservation : en vertu de la common law, le ministère de l'Environnement et des Ressources naturelles des Territoires du Nord-Ouest encourage parfois la chasse des caribous mâles, avec des affiches expliquant comment distinguer les mâles des femelles, ordonnant aux chasseurs de cibler les mâles. Le droit anglais, concernant les capacités reproductives des troupeaux, considère que la chasse des mâles seulement (ou des femelles seulement pour d'autres espèces) serait la plus durable. Le droit déné y voit au contraire un risque pour les caribous d'une rupture du transfert générationnel des connaissances, comme la constituerait l'assassinat de tous les hommes âgés d'une communauté humaine. Contrairement au système juridique anglais paternaliste dans lequel les humains doivent surveiller et conserver d’autres espèces, la vision du monde dénée met l’accent sur le libre arbitre des êtres non humains. Il en résulte des situations où des êtres chassés ou pêchés qui, en vertu du droit territorial anglais, doivent être laissés seuls ou rejetés quand capturés, devraient au contraire selon l'institution juridique dénée être autorisés à se livrer aux chasseurs.
Comme il existe de nombreuses langues et cultures de par le pays Denendeh, les systèmes juridiques déné sont également appelés différemment d'un territoire à l'autre. Par exemple, les Tłı̨chǫ font référence à la loi déné sous le nom de Dǫ Nàowoòdeè, tandis que Dena ÁʼNezen fait référence à la loi kaska Dene Zhatıé law and stories are called Mek’ı̨́ı̨́ Dene Ts’elı̨ and Megǫndıé. Le droit et les histoires Dene Zhatıé sont appelées Mek'ı̨́ı̨́ Dene Ts'elı̨ et Megǫndıé,.

### Eeyous/Eenou
Le système juridique moderne de l'Eeyou Istchee s’est développé en dehors du contact avec l’État canadien ou la province de Québec, à partir de la tradition et de l'Histoire Eeyou ᐄᔨᔨᐤ ou Eenou Eedouwin ᐄᓅ ᐃᐦᑐᐎᓐ (la façon de faire des Eeyou/Eenou),.

### Gitanyow
Le système juridique des Gitanyow est appelé Gitanyow Ayookxw.

### Gitx̱san
L'ensemble des lois Gitx̱san est connu sous le nom d' Ayokim Gitx̱san, Ayookim Gitx̱san, Ayookw, ou Ayook.
Les « Maisons » matrilinéaires ou wilphl Gitx̱san, également appelées « Huwilp » (sing. : Wilp ), qui sont chacune associées à l'un des quatre P'deeḵ, ou clans : Lax̱gibuu (Loup), Lax Seel ou Lax Ganeda (Corbeau/Grenouille), Giskaast (Épilobe) et Lax Skiik (Aigle), constituent le noyau le plus fondamental de la société Gitx̱san,,. Le pouvoir et juridiction gitx̱san, ou Dax̱gyat, se manifeste à travers les wilphl gitx̱san et leurs relations avec les Lax̱yip, leurs territoires. Le Gix̱san Lax̱yip, ou pays gitx̱san, connait des juridictions territoriales claires et distinctes associées à des huwilp spécifiques, qui sont documentées et revendiquées à travers ce qui peut être traduit par trésors ou héritages, les gwalax̱ yee'nst,. Les gwalax̱ yee'nst définissent essentiellement un wilp, car ces derniers incluent non seulement ce qui est tangible, comme les wilnaatahl (les proches parents) et le lax yiphl wilp (les terres et les ressources liées au wilp), mais aussi l'intangible, comme les sièges attitrés des potlatch et les adaawx ( histoires orales ), y compris « les blasons associés, les symboles, les limx oo'y (chants immémoriaux), les limx sinaahl et les limx nox nok (chants spirituels) ».
L'ensemble de la société gitx̱san se relie à travers les Ayookim Gitx̱san qui édictent « la conduite des Gitx̱san Huwilp en matière d'héritage, de mariage, d'adoption, d'accès à la propriété, et des réparations pour blessure », ainsi que de citoyenneté, d'utilisation des ressources et de la conduite lors des potlatchs. Les Ayookw reposent sur les adaawx (également orthographiés adaawk) qui ont force de preuve pour la propriété foncière et l'organisation sociale. Et, tout comme pour les autres Premières Nations côtières de Cascadie, l'institution politique centrale est le potlatch, ou liligit,,. Le Wilp Li'iliget est la Maison des Fêtes, également appelée « édifice du Parlement Gitx̱san ». Les li'iliget prennent différentes formes en fonction du type d'activité ou d'obligation à remplir.
De nos jours, la nation gitx̱san se voit contrainte de composer avec une structure politique fracturée dans laquelle les conseils de bande visés par la Loi sur les Indiens (ayant compétence uniquement sur les terres de réserve ) rentrent en conflit avec les structures de gouvernance traditionnelles. Ainsi, et à la suite de l'affaire Delgamuukw-Gisday'wa de 1997, les wilphl gitx̱san se sont regroupés au sein du gouvernement Gitx̱san Huwilp. Bien que les adaawk n'aient pas été acceptés comme preuve testimoniale lors de l'affaire Delgamuukw-Gisday'wa, une jurisprudence pro futuro a été établie de telle sorte que « l'admissibilité [des Histoires orales] doit être déterminée au cas par cas »,. Plutôt que de rendre inadmissibles les adaawx et autres Histoires orales, il existe désormais une structure dédiée pour de telles sources de preuve dans les palais de justice euro-canadiens. La restructuration actuelle de l’environnement juridique canadien entraîne une relative réhabilitation des Gitx̱san Ayookim, aux côtés d’autres structures juridiques autochtones.

### Haisla
Le Haisla Nuuyum, ou le mode de vie et les lois haisla, constitue le droit des manières d'interagir au sein du pays haisla ainsi que par rapport aux territoires et nations résidentes voisines. Le Nuyuum sous-tend les formes de gouvernance historiques et contemporaines, comme le système des chefs et des conseils, et guide la gestion des responsabilités de par le pays.

### Haudenosaunee

Drapeau haudenosaunee représentantant la ceinture Hiawatha et par là la Grande Loi de la Paix.

En tant que démocratie représentative la plus ancienne et fonctionnant continuellement au monde, les Six Nations Iroquoiennes de la Maison-Longue, ou Haudenosaunee, se sont confédérées vers 1142 de notre ère à travers la promulgation de la Grande Loi de la Paix (ou Kaianere'kó:wa en Kanienʼkéha). L'unification des cinq nations d'origine (les Onödowáʼga:/Seneca, les Gayogo̱hó:nǫʼ/Cayuga, les Onyota'a:ka/Oneida, les Onöñda'gaga'/Onondaga et les Kanienʼkehá:ka/Mohawk), et donc le cadre juridique de base, est narrée à partir du wampum constitutionnel et symbolisé par l'arbre de la paix (en), le pin blanc.
Les lois sont transmises au moyen du wampum symbolique et sont divisées en 117 articles au total. La transmission se fait chaque année en racontant oralement le récit de la confédération. Ce récit raconte les voyages et l'histoire des grands pacificateurs Jigonhsasee et Hiawatha alors qu'ils apportaient la paix au pays haudenosaunee. Grâce à eux, des structures gouvernementales et des institutions juridiques ont été créées pour unir métaphoriquement, socialement, économiquement et concrètement les familles. En tant que telles, les nations sont conçues comme des frères aînés et des frères cadets, et lorsqu'on lui a demandé comment cette nouvelle structure fonctionnerait, le Pacificateur a répondu : « Elle prendra la forme d'une maison-longue dans laquelle il y a de nombreux foyers, un pour chaque famille, et pourtant toutes vivront comme un seul foyer sous l'aile d'une même mère principale. Elles auront un seul esprit et vivront sous une seule loi. La réflexion remplacera la violence, et il y aura une seule communauté».

### Inuits
Les formes traditionnelles de justice inuit partent du principe de la nature interconnectée des choses. Les dirigeants et les Aînés ne se considèrent pas comme des agents de contrôle social ou d’ordre public, car chaque individu contribue au fonctionnement de la communauté. Le mot pour droit inuit en inuktitut est ᐃᓄᐃᑦ ᖃᐅᔨᒪᔭᑐᖃᖏᑦ, Inuit Qaujimajatuqangit, de la racine « qaujima- ᖃᐅᔨᒪ- » signifiant « savoir », et pourrait être traduit littéralement par « ce qui est connu depuis longtemps par les Inuits ». Il est également rendu par Qauyimayatuqangit (ᖃᐅᔨᒪᔭᑐᖃᖏᑦ) ou ᖃᐅᔨᒪᓂᑐᖃᖏᑦ, Qaujimanituqangit.
Il existe trois domaines juridiques que l’angakkuq (ou guérisseur) de la communauté facilite :
- tirigusuusiit, les choses à éviter
- maligait, les choses à suivre
- piqujait, les choses à faire

Si ces trois éléments ne sont pas respectés, l'angakkuq devra potentiellement intervenir auprès de la partie fautive afin d'éviter des conséquences néfastes pour la personne ou le groupe.
L'intégration de l'Inuit Qaujimajatuqangit (en) (ou IQ) et du droit canadien est un processus continu. Par exemple, la Cour de justice du Nunavut est le seul tribunal unifié à niveau de juridiction unique au Canada, et elle se rend dans les communautés de toutes les six semaines à tous les deux ans. Il existe également des programmes de cercles de guérison sur place.

### Ktunaxa
Le concept fondamental du droit ktunaxa (ou Ɂaknumu¢tiŧiŧ ) est que le peuple ktunaxa est issu de la terre de son pays traditionnel, le Ktunaxa ɁamakɁis, où il demeure gardien de la terre, obligé de prendre soin et de respecter la terre et toutes choses dessus, vivantes et non vivantes. Le Ɂaknumu¢tiŧiŧ, en tant que loi du pays, dicte aux Ktunaxa de protéger et ne pas abuser de la terre, afin de maintenir l'équilibre en prenant en considération que toutes les choses sont liées, car la terre fournit les ressources pour la survie.

### Kwakwaka'wakw
Issu de leur terre native, la Kwakwa̱ka̱'wakw A̱wi'nagwis, le système juridique des Kwakwa̱ka̱ʼwakw reste administré par l'institution du potlatch malgré l'interdiction du potlatch qui a durée de 1884 à 1951. Comme beaucoup d'autres nations côtières du nord de la Cascadie, la nation kwakwa̱ka̱ʼwakw et ses nombreuses subdivisions communautaires, telles que les Kwaguʼł, ʼNa̱mg̱is et Dzawa̱da̱ʼenux̱w (parmi beaucoup d'autres), perpétuent un ensemble complexe de lois autour des droits de propriété sur les trésors, à savoir les chants, les danses, les noms, les blasons, les récits et les connaissances. Par rapport aux systèmes juridiques européens, le droit kwakwa̱ka̱ʼwakw comprend les structures sociétales différemment, tout comme il comprend différemment les droits et obligations individuelles,. Les récits, les chants, les danses et les connaissances sont transmises et échangées dans le cadre de rituels de potlatch spécifiques, et le règlement des différends se fait au moyen de cérémonies souvent organisées dans des maisons-longues tenues par des dirigeants communautaires ou des aînés spécifiques et bien informés,. En tant que tel, le droit des biens et le droit de la propriété intellectuelle diffèrent franchement des systèmes juridiques euro-canadiens, et des conflits causés par l’interdiction d’une telle institution centrale pendant près d’un siècle sont encore en cours de résorption,. L'État canadien est actuellement en train de concilier ses lois et ses politiques avec la nation kwakwa̱ka̱ʼwakw,,.

### Métis
La lway michif, ou droit métis, est issue d'un mélange de traditions juridiques entre les nations autochtones des Prairies, les Canadiens européens qui se sont installés dans ce qui allait devenir la patrie métisse (Michif Piyii), et le christianisme. La culture métis étant une culture orale, il subsiste une distinction entre les formes écrites et orales du droit métis, car la plupart des protocoles entourant la famille et la communauté continuent d'être exclusivement transmis oralement,.
Le fondement principal du droit métis repose sur des histoires héréditaires, telles que celles de Ti-Jean, Wisahkecahk et Nanbush,,. Il est centré sur la famille, à partir de laquelle les pouvoirs s'étendent à la communauté, ainsi qu'aux niveaux régional et national où les décisions sont prises en assemblée,. Les aînés jouent le rôle de médiateurs et de conseillers au sein de la structure juridique métis, et les cérémonies constituent un ordre institutionnel fondamental,. La justice repose sur des droits individuels et communautaires à propos desquels des décisions judiciaires doivent toujours être prises dans un contexte d'une relation de respect et de confiance,. Le règlement des différends dépend d'un respect du "non-contradictoire": la prise de décision se fait par consensus au suffrage universel, l'ensemble de la communauté décidant des règles et des limites de l'autorité,. Des structures sociales spécifiques s'imposent également pour certaines fonctions, comme la correction des mauvaises conduites qui incombe aux parrains et aux grands-parents, les jeunes hommes étant souvent envoyés vivre chez des oncles si les problèmes persistent, et les femmes chargées d'accueillir et de protéger les nouveaux arrivants, les comités de femmes étant chargés de résoudre les cas de violences domestiques,. Historiquement, le système juridique métis comprenait un conseil général chargé de superviser un organisme policier appelé la garde,.

### Mi'kmaw
La Mi'kma'ki abrite le netukulimk, qui est « l'utilisation de l'abondance naturelle fournie par le Créateur pour l'autosuffisance et le bien-être de l'individu et de la communauté. L'un des principes du Netukulimk est d'atteindre des normes adéquates de nutrition communautaire et de bien-être économique sans compromettre l'intégrité, la diversité ni la productivité de notre environnement". Dans le cadre conceptuel du Netukulimk, le droit mi'kmaw fonctionne comme l'assise fondamentale des familles, des communautés et de la société mi'kmaq. Cette cosmovision considère que la vie entière est interconnectée, et s'attache à décrire les droits et les responsabilités des Mi'kmaq vis-à-vis de leurs familles, de leurs communautés, de leur nation et de leur écosystème.

### Nêhiyaw
Dans la langue nêhiyaw, les « lois cries » se traduisent principalement par ᓀᐦᐃᔭᐤ ᐃᐧᔭᓯᐁᐧᐃᐧᓇ, nêhiyaw wiyasowêwina, qui contient la racine /-asiw-/ signifiant « décider, juger, commander ». Le terme le plus approprié pour faire référence au droit cri – ou spécifiquement cri des plaines (nêhiyaw) – est Wahkohtowin (ᐋᐧᐦᑰᐦᑐᐃᐧᐣ), désignant la parenté et les codes de conduite découlant du rôle de chacun au sein de la communauté.

### Secwépemc
En Secwepemcúl'ecw, le peuple Shuswap maintient toujours le yirí7 re stsq'ey's-kucw, également transcrit en yerí7 re stsq̓ey̓s-kucw, signifiant « nos lois et coutumes ». Le droit Secwépemc, ou Stsq̓ey, est compris à travers les stseptékwll (histoires orales anciennes) comme étant offert aux Secwépemc par Sk'elép (Coyote). La Stsq'ey gouverne la nation principalement à travers trois lois fondamentales :
- Droit secwepemc de la souveraineté (y compris le pouvoir de conclure des traités);
- Droit secwepemc de l'accès aux ressources; et
- Droit secwepemc de la responsabilité sociale et environnementale (curatelle)[66].

### Syilx
Née du iʔ syilx iʔ temxʷulaʔxʷs, ou pays de l'Okanagan, la loi Syilx est définie comme captikwł, « un ensemble d'enseignements sur les lois, les coutumes, les valeurs, les structures et les principes de gouvernance qui, ensemble, définissent et forment les droits et les responsabilités des Syilx Okanagan envers la terre et envers notre culture ». La nation syilx entretient les ankc'xʷ̌iplaʔtntət uɬ yʕat iʔ ks səctxət̕stim (« nos lois et responsabilités ») comme cadre constitutionnel de base, d'où dérivent les valeurs, la citoyenneté, les structures de résolution des différends, l'autorité gouvernementale et les droits et les responsabilités syilx, en particulier les responsabilités de et envers les tmixʷ, tmxʷulaxʷ et siwłkʷ (partiellement traduits par tous les êtres vivants, la terre et les eaux respectivement). La Syilx Okanagan Nation Alliance est actuellement en train de reconstruire la nation et de rédiger une constitution moderne,.

### Tŝilhqot'in
Le nom du droit tŝilhqot'in est le Dechen Ts'edilhtan.

### Wet'suwet'en
Après un conflit aux frontières du pays Wet'suwet'en en Colombie-Britannique, les gouvernements de la Colombie-Britannique et du Canada ont signé un protocole d'entente avec les chefs héréditaires de la nation Wet'suwet'en en mai 2020. Le mémorandum commence par ces deux premiers points :
1. "Le Canada et la Colombie-Britannique reconnaissent que les droits et titres des Wet'suwet'en sont détenus par les maisons Wet'suwet'en dans le cadre de leur système de gouvernance."
2. "Le Canada et la Colombie-Britannique reconnaissent les droits et titres ancestraux des Wet'suwet'en dans toute la région du Yintah[75]."

Ce mémorandum reconnaît l'Anak Nu'at'en (ou Inuk Nuatden comme orthographié dans le protocole d'accord) comme le système juridique de gouvernance Wet'suwet'en. Le système de gouvernance Wet'suwet'en est intimement lié à la chefferie héréditaire. Les structures claniques et les chefs gouvernants sont, à leur tour, intimement liés au Yin'tah, leurs terres.

### W̱SÁNEĆ
Considéré comme émergeant du pays lui-même, appelé TEṈEW̱, la SKÁLS est un terme W̱SÁNEĆ qui signifie « loi » et « croyance ».

## Position de la Cour suprême du Canada
Dans le Renvoi relatif à la Loi concernant les enfants, les jeunes et les familles des Premières Nations, des Inuits et des Métis rendu le 9 février 2024, la Cour suprême cite de manière sympathique plusieurs auteurs qui revendiquent l'existence d'ordres juridiques autochtones, sans toutefois directement adhérer à leurs affirmations concernant l'existence d'ordres juridiques étatiques séparés,,,. En réponse à une question théorique relative à la constitutionnalité d'une loi fédérale accordant l'autonomie aux peuples autochtones en matière de services à l'enfance et le pouvoir de légiférer dans ce domaine, elle réagit à la thèse du gouvernement québécois voulant que la loi fédérale serait globalement inconstitutionnelle parce qu'elle équivaudrait à la création d'un troisième ordre juridique du gouvernement, un ordre autochtone distinct de l'ordre fédéral et l'ordre provincial (para. 105). Au paragraphe 99 du renvoi, la Cour réaffirme qu'il n'y a que deux ordres du gouvernement (le fédéral et le provincial), mais le renvoi est tout de même salué comme une victoire majeure  pour les peuples autochtones, car il conclut que l'ensemble de la loi fédérale est valide, y compris en ce qui concerne le pouvoir d'adopter des lois autochtones.
La position de la Cour suprême est d'affirmer le pouvoir du Parlement fédéral canadien d'accorder davantage de pouvoirs aux Autochtones à l'intérieur même de l'ordre fédéral plutôt qu'à partir d'un troisième ordre distinct. Au paragraphe 9 de la décision, elle affirme que « Rien n’empêche le Parlement d’affirmer que les peuples autochtones ont compétence pour adopter des lois en matière de services à l’enfance et à la famille, comme il le fait au par. 18(1) de la Loi. Cette “affirmation”, par laquelle le Parlement déclare que le droit inhérent à l’autonomie gouvernementale reconnu et confirmé par l’art. 35 de la Loi constitutionnelle de 1982 comprend la “compétence législative” en matière de services à l’enfance et à la famille autochtones, constitue certes un engagement législatif auquel il est tenu dans sa conduite avec les peuples autochtones ».

## Voir également
- Cercle de sentence
- Titre autochtone au Canada
- La Couronne canadienne et les peuples autochtones
- Loi sur les Indiens
- Politique de transfert des soins de santé aux Indiens (Canada)
- Tribunal autochtone (Canada)
- Traités numérotés